# سرای معین
سرای معین مربوط به دوره قاجار است و در رفسنجان، خیابان شریعتی، خیابان بهشتی واقع شده و این اثر در تاریخ ۲۴ اسفند ۱۳۸۳ با شمارهٔ ثبت ۱۱۳۸۷ به‌عنوان یکی از آثار ملی ایران به ثبت رسیده است.